# Charila
Charila (altgriechisch Χάριλα Chárila) ist in der griechischen Mythologie der Name eines Waisenmädchens sowie der Name eines alle acht Jahre in Delphi gefeierten Festes, das nach ihr benannt wurde.
Über den Ursprung des Festes erzählt Plutarch, dass zu einer Zeit, da Hunger herrschte, die Bevölkerung zum König kam, ihn um Nahrung zu bitten. Der König verteilte Mehl und Hülsenfrüchte, doch nur an die besseren Bürger. Als ein armes Waisenmädchen namens Charila den König beharrlich um Essen bat, schlug der verärgerte König das Mädchen mit seiner Sandale ins Gesicht, worauf Charila in den Wald ging und sich mit ihrem Gürtel erhängte. Daraufhin wurde die Hungersnot unerträglich und man befragte das Orakel um Rat. Der Spruch des Orakels lautete, man müsse Charila versöhnen. Nach einigem Forschen fand man heraus, wer Charila war und schließlich wurde auch ihr Leichnam gefunden. Um den Geist Charilas zu versöhnen, wurde der Vorgang wiederholt: Der König verteilte Mehl und Hülsenfrüchte, aber diesmal an alle, Bürger und Fremde gleichermaßen. Sobald das geschehen war, schlug er eine Strohpuppe, die Charila darstellte, mit seinem Schuh ins Gesicht. Die Strohpuppe wurde an den Ort des Selbstmordes von Charila gebracht und mit einer Schlinge um den Hals begraben. Dieser Ritus wurde seitdem alle acht Jahre wiederholt.

## Quelle
- Plutarch, Quaestiones Graecae (Αίτια Ελληνικά ‚Griechische Fragen‘) 12